# Why Can’t I Be You?
«Why Can’t I Be You?» (с англ. — «Почему я не могу быть тобой?») — песня группы The Cure, первый сингл с альбома Kiss Me, Kiss Me, Kiss Me, вышедший в 1987 году.

## История
По словам лидера The Cure Роберта Смита, идея песни возникла из вопроса одного из фанатов. Песня заняла 21 место в UK Singles Chart и 54 место в Billboard Hot 100. в то время как танцевальный ремикс песни попал на 8 место в Hot Dance Club Songs. Клип на песню был снят в том же 1987 году постоянным режиссером группы Тимом Поупом. В нём группа предстаёт в разных костюмах (например, Смит появляется в женском и в медвежьем костюмах) и показывает, по словам биографа группы Джеффа Аптера, «одну из самых худших хореографий, которую когда-либо видели зрители MTV».
Би-сайд сингла «A Japanese Dream», что необычно для би-сайдов группы, на некоторое время задержался в концертных сетах группы.
Расширенный ремикс на песню был издан в 1991 году на виниловом издании сборника Mixed Up, но не попал в CD-издание из-за тогдашнего временного ограничения компакт-дисков. В итоге на CD данный ремикс, как и ремикс «A Japanese Dream», вышел на втором диске переиздания Mixed Up в 2018 году.